# Vidocq (film, 1923)
Pour les articles homonymes, voir Vidocq (homonymie).
Pour plus de détails, voir Fiche technique et Distribution.
Vidocq est un film français en 10 épisodes réalisé par Jean Kemm, sorti en 1923.
Conçu comme un ciné-roman, un nouvel épisode est projeté chaque semaine au cinéma, tandis que l’écrivain Arthur Bernède publie en parallèle quotidiennement le feuilleton dans le journal Le Petit Parisien à partir du 15 février 1923. 

## Synopsis
Liste des épisodes :
1. L'évasion
2. Manon-la-blonde
3. La truite qui file
4. L'espionne de Vidocq
5. L'homme au domino rouge
6. Dans la gueule du loup
7. Le bandit gentilhomme
8. La mère douloureuse
9. Vers la lumière
10. La bataille suprême

## Fiche technique
- Titre original : Vidocq
- Réalisation : Jean Kemm, assisté d'Henriette Kemm
- Scénario d'après le roman d'Arthur Bernède, inspiré des mémoires d'Eugène-François Vidocq
- Décors : Maurice Crémieux
- Photographie : Albert Duverger, Paul Guichard
- Production : Louis Nalpas
- Société de production : Société des Cinéromans
- Société de distribution : Pathé Consortium Cinéma
- Pays de production :  France
- Langue originale : français
- Format : Noir et blanc  — 35 mm — 1,37:1 — Film muet
- Genre : drame
- Date de sortie : France : 23 février 1923

## Distribution
- René Navarre : Vidocq
- Elmire Vautier : Manon la blonde
- Génica Missirio : l'Aristo
- André Pocalas : Coco Lacour
- Jacques Plet : Bibi la grillade
- Rachel Devirys : Yolande de La Roche Bernard
- Dolly Davis : Marie-Thérèse de Champtocé
- Maud Fabris : la chanoinesse
- Georges Deneubourg : le baron Pasquier
- Géo Laby : Aubin Dermont / Tambour
- Paulet : Monsieur Henry
- Albert Bras : Champtocé
- Renée Van Delly
- Jacques Christiany